# Dicranomyia depauperata
Dicranomyia depauperata är en tvåvingeart som beskrevs av Alexander 1918. Dicranomyia depauperata ingår i släktet Dicranomyia och familjen småharkrankar. Inga underarter finns listade i Catalogue of Life.